# Allium vallivanchense
Allium vallivanchense là một loài thực vật có hoa trong họ Amaryllidaceae. Loài này được R.M.Fritsch & N.Friesen mô tả khoa học đầu tiên năm 2009.